# Šílený Max a Dóm hromu
Šílený Max a Dóm hromu (jiným názvem též Šílený Max pod Kopulí hromu, anglicky Mad Max Beyond Thunderdome) je australský postapokalyptický sci-fi film z roku 1985, jde o třetí část ze série Šílený Max. V hlavní roli Maxe Rockatanského účinkuje Mel Gibson, který se představil i v předchozích dílech Šílený Max (1979) a Šílený Max 2 – Bojovník silnic (1981).

## Herecké obsazení
| Mel Gibson      | Max Rockatansky, bývalý policista a osamělý tulák, který je soběstačný |
| Tina Turner     | Tetička, vůdkyně Bartertownu, která hodlá založit novou civilizaci |
| Bruce Spence    | Jedediah, pilot letadla Transavia PL-12 Airtruk |
| Adam Cockburn   | Jedediahův syn, který otci asistuje při vzdušných přepadech a přebírá pilotáž |
| Frank Thring    | Collector, má na starosti obchod a směnu v Bartertownu |
| Angelo Rossitto | Master, zakrslý muž, bývalý inženýr, jenž provozuje podzemní farmu na výrobu energie pro Bartertown. Ochraňuje ho Blaster                                                            |
| Paul Larsson    | Blaster, silný a mohutný bodyguard Mastera, mentálně zaostalý |
| Angry Anderson  | Ironbar Basey, šéf bezpečnosti v Bartertownu a věrný stoupenec Tetičky, přes svou nevelkou výšku je zdatným bojovníkem, který vůči Maxovi zaujímá postupně stále nevraživější postoj |
| Robert Grubb    | prasečí vrah, pracuje v podzemní farmě, dostal doživotní trest |
| Helen Buday     | Savannah Nix, vůdkyně kmene dětí, které přežily havárii letadla v poušti a našly útočiště v pouštní oáze                                                                             |
| Tom Jennings    | Slake M'Thirst, mužský vůdce kmene dětí z pouštní oázy |
| Edwin Hodgeman  | Mr. Dealgood, konferenciér a šéf zábavy v Bartertownu |

## Děj
Děj filmu navazuje na druhý díl, odehrávající se v jadernou válkou zničeném světě, na nějž nyní plně doléhá jaderný spad a krvavé boje o vodu či benzin jsou na denním pořádku.
Max Rockatansky, policista z předválečných dob, projíždí postapokalyptickou australskou pouští na svých velbloudech, kteří táhnou jeho nepojízdný terénní vůz. Zaútočí na něj Jedediah, pilot letadla Transavia PL-12 Airtruk, který využije Maxovy dočasné indispozice a karavanu mu ukradne. Jedediahův nezletilý syn zatím převzal řízení letadla. Max se vzpamatuje a pokračuje pouští pěšky, až dorazí do osady Bartertown, coby 'počátku nové civilizace', spravované ženou s přezdívkou „Tetička“.
Max zde chce vystopovat zloděje, dokonce zahlédne na aukci své velbloudy. V Bartertownu funguje technologie na výrobu energie díky zpracování metanu, který pochází z prasečích výkalů. Prasata jsou chována v podzemních farmách, kterým šéfuje MasterBlaster. Master je zakrslý mužíček, jehož chrání mohutný, ale mentálně zaostalý Blaster. Jeden bez druhého se nevzdálí na krok. Je to dvojice MasterBlaster, která má nad Bartertownem skutečnou moc, což dokazuje občasnými energetickými embargy, když vypne dodávku elektřiny do osady a nutí Tetičku veřejně deklarovat, kdo je skutečným vládcem Bartertownu. Z tohoto důvodu je chce Tetička rozdělit a neznámý příchozí z pouště je ideální volbou k provedení delikátní akce. Mastera není dobré zabít, protože jako jediný zná know-how podzemní farmy na výrobu energie. V Bartertownu jsou zavedena určitá tvrdá pravidla, např. pokud jsou dva lidé ve sporu, odeberou se do gladiátorské arény zvané Dóm hromu, odkud vyjde pouze jeden z nich živý – vítěz. Pokud někdo poruší dohodu, čeká jej „kolo osudu“, kde si může vytočit smrt, vyhoštění (gulag), zabavení zboží, uvěznění v podzemí, amputaci, nucené práce, zproštění viny. Může si rovněž vytočit rozhodnutí Tetičky, nebo také nové otočení kolem.
Tetička Maxovi nabídne dohodu: on ji zbaví Blastera a za to dostane vybavení pro další cesty. Max jde pracovat do podzemní prasečí farmy, kde se spřátelí s doživotním vězněm obviněným za zabití prasete (chtěl obstarat jídlo dětem). Tady Max záhy zjistí, že Blaster je abnormálně silný, ale také přecitlivělý na vysoké tóny. Max poté venku nařkne Masterblastera, že se veze v jeho automobilu (je to jeho vůz, který mu ukradl Jedediah). Tímto vznikne spor, který musí být vyřešen v Dómu hromu. Aréna má pouze jediné pravidlo:
„Dva muži vejdou, jeden vyjde.“
Po náročném boji se podaří Maxovi Blastera přemoci (i s pomocí píšťalky, která vydává vysoký tón) a už se ho chystá dorazit, když ale spatří jeho téměř dětskou tvář, není schopen to udělat. Tetička jej obviní z porušení dohody a o věcech příštích má rozhodnout „kolo osudu“. Blaster je zastřelen jedním ze strážců Tetičky, Master je vzat do zajetí, aby jako otrok pracoval v podzemí. Max si vytočí vyhoštění a je poslán svázaný na koni do pouště.
Na pokraji smrti je zachráněn Savannou Nix, vůdkyní dětského klanu. Děti jsou přeživší nebo potomci přeživších nedaleko havarovaného letadla Boeing 747 aerolinek Qantas. Založili kmen u toku široké řeky, kde udržují legendy o dřívější civilizaci. Mezi ně patří i mýtus o kapitánu Walkerovi, který se má vrátit a dopravit je do existující lidské společnosti. Když se Max zotaví, je pod tlakem dětí, aby je dopravil „domů“. On nejlépe ví, že v dosahu je pouze jen drsný Bartertown a pro ně bude lepší zůstat tady. Některé z dětí pod vedením Savanny se rozhodnou kmen opustit a jít hledat lepší místo k životu. Max se s nepočetnou skupinkou dětí vydává za nimi. Najde je uvízlé v tekutém písku a pomůže jim.
Max se se skupinkou infiltruje šachtou do podzemí, aby zachránil Mastera, což se mu mj. s pomocí prasečího vraha podaří. Uniknou po kolejích vedoucích z Bartertownu, když odstaví lokomotivu sloužící jako pohon pro podzemní farmu. Toto má za následek řadu explozí devastujících osadu. Tetička vydává rozkaz k pronásledování. Akční honička končí u úkrytu Jedediaha. Max jej donutí, aby nastartoval letadlo a odletěl s nimi do bezpečí. Je to téměř nemožný úkol, neboť malé letadlo je značně přetížené a vzletová dráha vzhledem k blížícím se strojům z Bartertownu příliš krátká. Max naskočí do vozu a rozjíždí se proti koloně, aby letadlu uvolnil cestu. Chvíli před srážkou z automobilu vyskočí, letadlo s dětmi na palubě se zvedne do vzduchu a odlétá. Maxe najde Tetička, ale ušetří jeho život, získal si její respekt. Nasedne se svou ekipou do vozů a odjíždí zpět.
Později jde vidět, jak letadlo Jededia letí v písečné bouři skrz trosky válkou zničeného Sydney, kde se děti také usadí. Savannah zde před publikem dalších přeživších pronáší řeč o důležitosti snahy o osídlení města a nezapomene poděkovat muži, který jim svými odvážnými činy umožnil nalézt ztracený domov. Poslední scéna ukazuje, jak Max odchází vstříc poušti.

## Citáty
„Je to prosté. Dostaň se ke zbraním a použij je, jak chceš. Vím, že neporušíš pravidla, žádná nejsou.“ (konferenciér Dómu hromů)
„Všepádně, každou noc děláme řeč, takže pamatujeme, kdo my byli a odkud přišli. Ale hlavně pamatujeme muže, který nás našel, který přivedl záchranu. A my rozsvěcíme město. Nejen pro něho, ale pro všechny ty, kdo tam. Protože víme, že přijde noc, kdy uvidí vzdálené světlo a přijdou domů.“ (proslov Savanny po přesídlení do města)

## Produkce

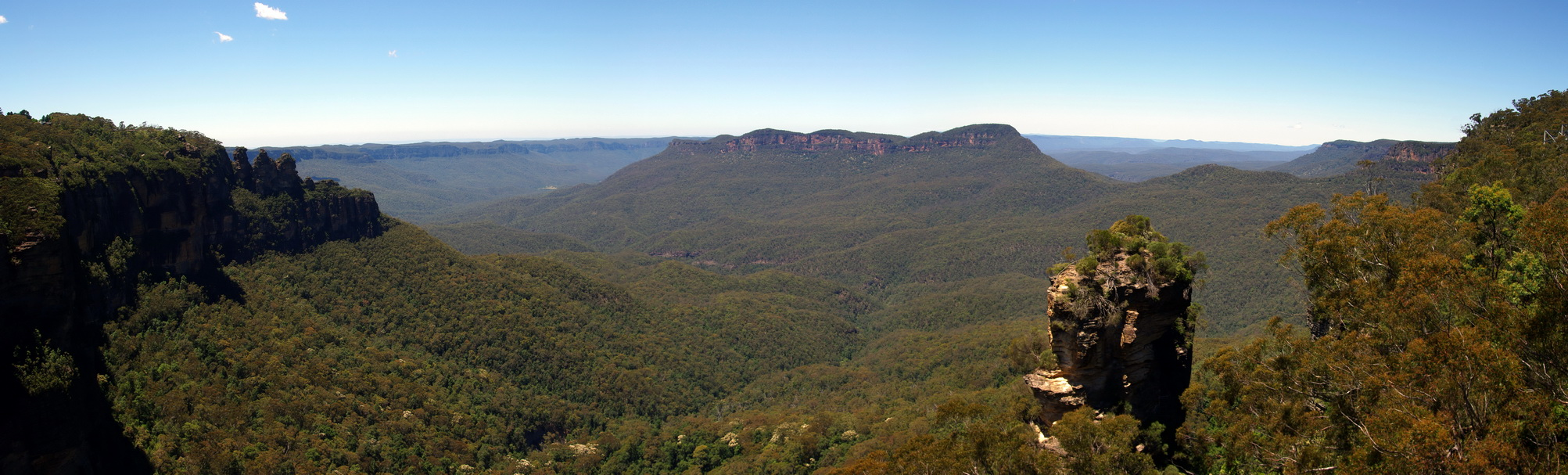
Modré hory, místo, kde se také natáčel film Šílený Max a Dóm hromu.

Film již nebyl pod produkční taktovkou Byrona Kennedyho (jako předchozí dva díly série Šílený Max), ten zahynul při havárii vrtulníku v roce 1983. Na konci filmu se objeví titulek „...For Byron“ (česky „...pro Byrona“).
George Miller přibral do režie Georgeho Ogilvieho, se kterým spolupracoval v roce 1983 na minisérii The Dismissal. Film Šílený Max a Dóm hromu se natáčel v jihoaustralském městě Coober Pedy, pouštní oáza kmene dětí se natáčela v Modrých horách.